# Invasione di Banu Nadir
L'invasione di Banu Nadir ebbe luogo nel maggio del 625 d.C. (Rabi' al-awwal, anno 4 dopo l'Egira del calendario islamico). Il racconto è riportato nella Sura Al-Hashr (Capitolo 59 - Il Raduno) che descrive l'espulsione della tribù ebraica Banu Nadir, scacciata da Medina dopo aver complottato per assassinare il profeta islamico Muhammad.